# Хабаровск (подводная лодка)
«Хабаровск»  — строящаяся российская атомная подводная лодка специального назначения, единственный корабль проекта 09851. Разработчиком подводной лодки является ЦКБ МТ «Рубин». Подлодка строится как носитель системы вооружения «Посейдон».
Заложена 27 июля 2014 года. Спуск на воду планируется не ранее 2024 года. Впервые о лодке стало известно в ноябре 2015 года из презентации системы «Статус-6», где «Хабаровск» (проект 09851) и К-329 «Белгород» (проект 09852) рассматривались как основные носители системы. Проект засекречен, данные в открытых источниках отличаются и часто противоречат друг другу.
Подлодка войдёт в состав новой формируемой в 2024—2025 году дивизии на Камчатке.